# Slavoška
Slavoška (Hongaars: Kisszabos) is een Slowaakse gemeente in de regio Košice, en maakt deel uit van het district Rožňava.
Slavoška telt 133 inwoners.